# (512593) 2016 SD49
(512593) 2016 SD49 es un asteroide perteneciente al cinturón de asteroides, región del sistema solar que se encuentra entre las órbitas de Marte y Júpiter.
Fue descubierto el 22 de septiembre de 2016 por el equipo del telescopio Pan-STARRS desde el observatorio de Haleakala.

## Designación y nombre
Designado provisionalmente como 2016 SD49.

## Características orbitales
2016 SD49 está situado a una distancia media del Sol de 2,663 ua, pudiendo alejarse hasta 2,777 ua y acercarse hasta 2,549 ua. Su excentricidad es 0,043 y la inclinación orbital 22,838 grados. Emplea 1587,37 días en completar una órbita alrededor del Sol.

## Características físicas
La magnitud absoluta de 2016 SD49 es 16,39.